# Crenaques
Os crenaques ou krenak, antigamente conhecidos como botocudos, aimorés  ou borun, e autodenominados gren ou kren, são um grupo indígena brasileiro que falam a língua krenák
Os crenaques são considerados "os últimos Botocudos do Leste". O nome faz menção ao processo de extermínio devido ao genocídio e constantes massacres que sofreram ao longo do tempo e ao processo de resistência nos últimos anos. 

## Características gerais

### Histórico
Os Crenaques são considerados os últimos remanescentes dos Botocudos, assim chamados devido aos botoques auriculares e labiais que usavam; são, assim, chamados de "os últimos Botocudos do Leste".
Registros de Paul Ehrenreich sobre sua viagem ao Espírito Santo, publicados originalmente em 1887, mostram que os Botocudos ocupavam a porção norte do estado.
Ao longo da história, também foram chamados de Aimorés, exoetnônimo dado pelos Tupis. Viviam originalmente na região de Mata Atlântica do Baixo Recôncavo Baiano. Dali foram expulsos pelos Tupis, sendo obrigados a recuar um pouco para o interior. Com a chegada dos portugueses, ganharam a fama de antropófagos, mas não há registros seguros de terem mantido essa prática. Entretanto, foi a justificativa usada pelos colonizadores para persegui-los e dar-lhes morte ou para obrigá-los a se renderem à civilização.

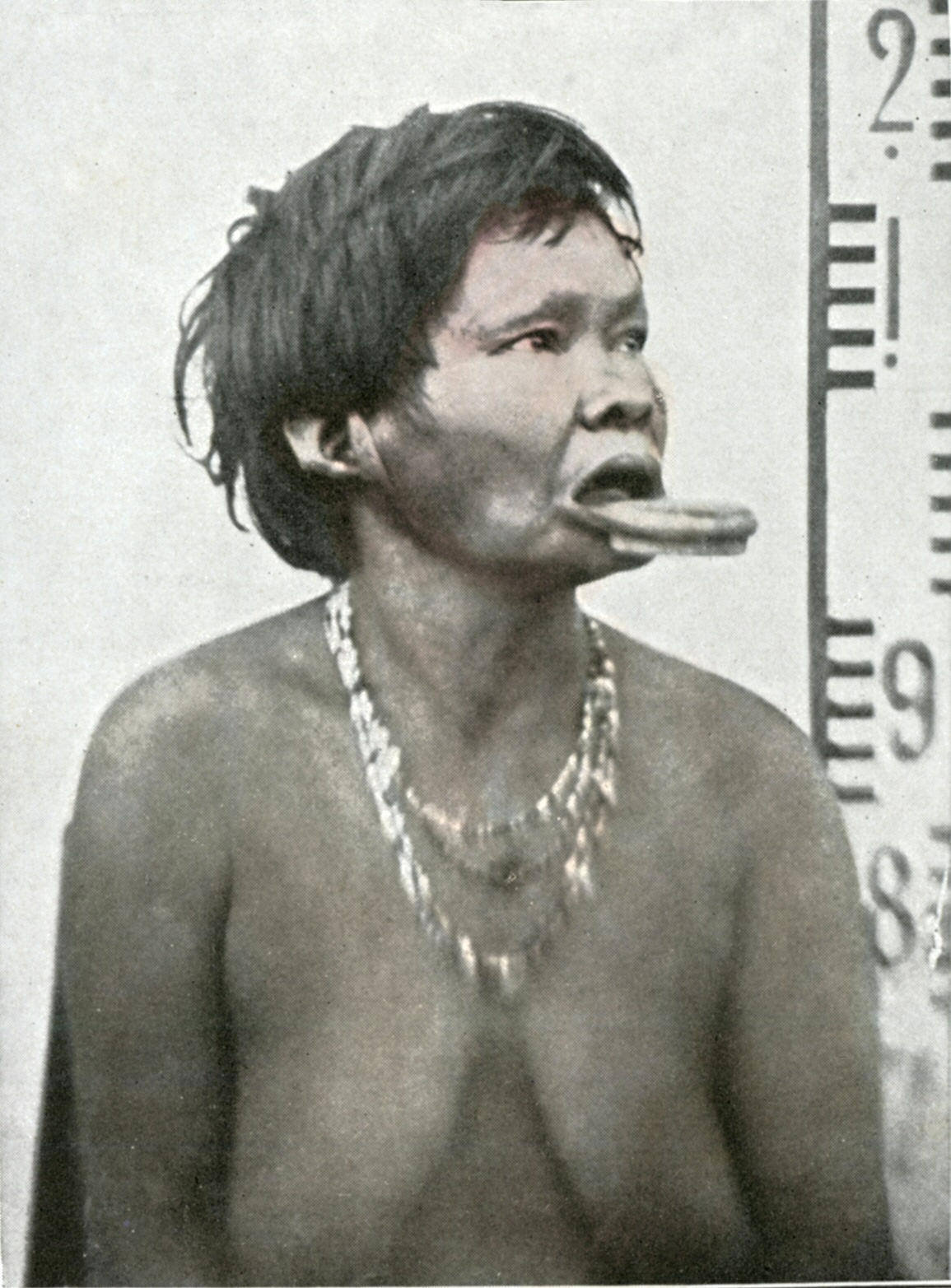
Mulher Botocuda com o típico botoque labial, c. 1900.

No século XIX o governo português passou a persegui-los de maneira sistemática a partir da declaração da "Guerra Justa" em 1808, com o objetivo de removê-los de seus territórios originais, possibilitar a ocupação branca e cristianizá-los, autorizando que os resistentes fossem escravizados. Neste período muitos grupos foram aculturados e confinados em aldeias em vários pontos da Bahia, Minas Gerais e Espírito Santo. No início do século XX é que se forma o grupo Crenaque propriamente dito, resultante da fusão de dois grupos Botocudos, os Nakrehé e os Gutkrák. O nome Krenak pertenceu originalmente ao líder do grupo que comandou a cisão dos Gutkrák do rio Pancas, no Espírito Santo.

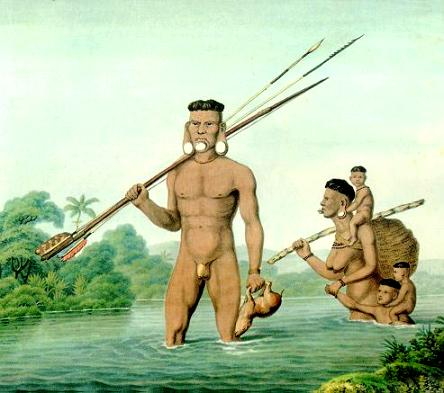
Família de Botocudos, ilustração de Maximilian zu Wied-Neuwied, c. 1815-1817.

A diáspora foi acentuada em meados do século XX devido à invasão das terras por posseiros e aos arrendamentos autorizados pelo Serviço de Proteção ao Índio. Ao mesmo tempo, a tribo começou a se miscigenar rapidamente com outros povos indígenas e brancos. Foi criado o Posto Indígena Krenák para recebê-los, mas a área foi invadida e muitos acabaram sendo enviados para o Reformatório Agrícola Indígena, uma prisão implantada sob a administração do capitão Manoel Pinheiro, da Polícia Militar de Minas Gerais, onde sofreram abusos e foram sujeitos a trabalho forçado. Em 1971 obtiveram judicialmente a reintegração da posse de 4 mil hectares no Posto Indígena Krenák, mas foi interposto um recurso dando-lhes em troca uma área na Fazenda Guarani, no município de Carmésia, que já tinha muitos posseiros. A medida não agradou aos Crenaques, e os que se recusaram a ser transferidos foram presos e enviados para Governador Valadares, e pouco depois remetidos à força para a Fazenda Guarani. Ali tinham de conviver com grupos de outras etnias e com prisioneiros brancos e não tinham boas condições para sobrevivência. Deste modo, grupos partiram para as cidades de Colatina e Conselheiro Pena, ou para o Posto Indígena Vanuíre.
Nos anos 1980, os remanescentes decidiram retornar para o Posto Indígena Krenák, mas toda a área estava nas mãos de arrendatários e posseiros, e muitos deles haviam recebido títulos de propriedade. Os indígenas se instalaram em um pequeno trecho de 68 hectares junto às ruínas da antiga sede abandonada pelo Patronato São Vicente de Paula. Conforme a linguista Lucy Seki em 1992, sobre o retorno dos Krenák a seu antigo território, depois das agruras do exílio na Fazenda Guarani:
| “ | Com os olhos perdidos no Rio Doce, o querido Uatu, com a tranquilidade e a paz de quem reencontrou suas origens e sua própria razão de ser, os mais velhos cantarolavam baixinho ou falavam de seu passado, indicando-nos onde ficavam seus locais sagrados, locais de caça, as grutas onde haviam deixado suas marcas. | ” |

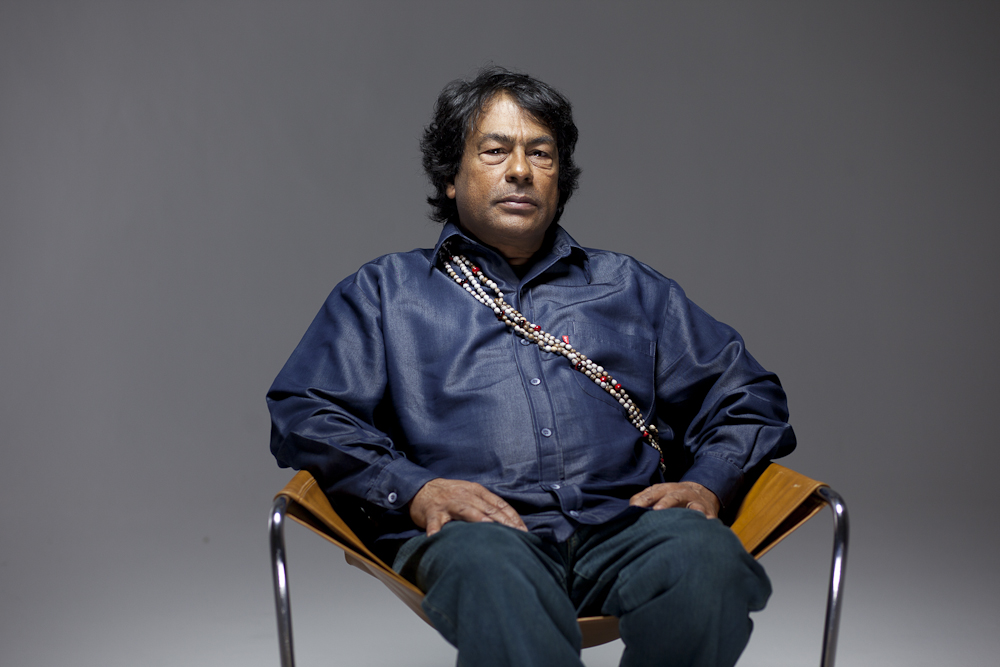
Ailton Krenak, líder indígena da etnia indígena crenaque

Em 1986, Ailton Krenak, um importante líder indígena, foi eleito para o Congresso Nacional do Brasil, vindo a participar da elaboração da Constituição Brasileira de 1988. Ailton Krenak foi protagonista de um dos momentos políticos mais marcantes e emocionantes da Constituição de 1988: discursando na tribuna, vestido em terno branco, pintou o rosto com tinta preta de jenipapo, um gesto Rin´tá, que significa armado de luto e de guerra, como forma de protesto contra os retrocessos na luta pelos direitos indígenas. Deixando através de sua fala e gesto a marca aguerrida e contribuição do povo Crenaque, e como fruto de sua luta junto com outras lideranças indígenas da época, uma conquista inédita, a inclusão de um capítulo sobre a proteção dos direitos dos povos indígenas na Carta Magna que rege o país.
Retomando suas lutas reivindicatórias, em 1997 os quatro mil hectares do Posto Indígena Krenák lhes foram restituídos por decisão do Supremo Tribunal Federal. Em 2015 foram duramente impactados com a contaminação do Rio Doce, que era sua principal fonte de sustento, após o rompimento da barragem de Mariana.

### Cultura
Originalmente levavam uma vida seminômade, predominantemente como caçadores e coletores. Pertencentes às etnias ligadas ao tronco linguístico macro-jê, a língua krenak foi classificada pelo Atlas das línguas do mundo em perigo, publicado pela UNESCO como situação crítica de perigo, em termos de risco de extinção.

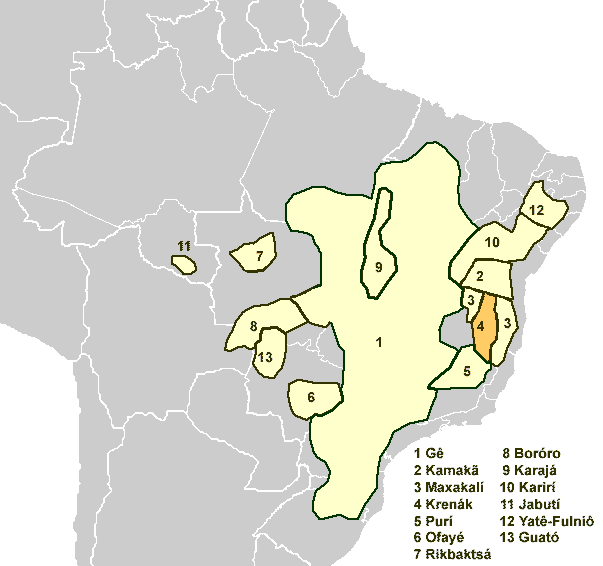
Mapa com a localização da população falante da língua crenque (krenák)

Seu sistema religioso está centrado na figura dos Marét, espíritos das esferas superiores, os grandes ordenadores da natureza. Dentre eles se destaca Marét-khamaknian, um herói civilizador e benevolente criador dos homens e do mundo. Também acreditam nos Nanitiong, espíritos dos mortos, responsáveis pela fecundação das mulheres e por emitir avisos de morte. Já os Tokón são espíritos da natureza, intermediários entre o mundo espiritual e os xamãs, seus intérpretes e importantes lideranças na tribo.
Para eles o ser humano é dotado de sete almas. A principal morre quando o corpo morre. As outras seis são adquiridas quando a criança recebe os primeiros botoques labiais e auriculares, aos quatro anos. Após a morte elas pairam em torno do cadáver lamentando-se. Precisam ser alimentadas sob pena de se transformarem em onças perigosas. Após alguns anos espíritos benevolentes as levam para o mundo superior.
Possuem elaboradas tradições de arte corporal e artesanatos diversos em cestaria, cerâmica e tecidos. Empregam motivos e padrões tradicionais geometrizados, que alegam ser inspirados pelos Marét, outros são derivados de elementos da natureza ou da sua cosmogonia. 

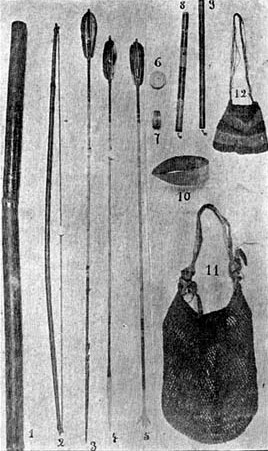
Objetos do artesanato, Museu Paulista, 1911.

Segundo Edileila Portes, "nas múltiplas formas dos desenhos, a presença de valores, significados e sentidos complexos através dos quais foi possível inventariar o cosmos Borum. Nelas, o espaço espiritual/simbólico, que caracteriza o pensamento, a identidade Borum, transita para o espaço geográfico — o corpo, a takruktetek, a bolsa, 'espiritualizando-o', sacralizando-o. Espaços dinâmicos, mutáveis, plásticos, híbridos assim como a própria sociedade Borum, cujas ações são provenientes de um cosmos aberto, permeado por um mundo material/geográfico e espiritual/simbólico-cultural. [...] Do que colhi na sociedade Borum, foi possível compreender a permeabilidade das fronteiras entre religião, mito, arte, espaço e território através dos sentidos materializados na fala reveladora do borum Tãm: 'Nós não temos como separar a nossa pintura, a nossa arte, a religião, da nossa vida. É tudo uma coisa só'." 

### Demografia
O Censo demográfico do Brasil de 2010 do IBGE identificou 238 pessoas que falavam a língua krenák, sendo 170 em Terras indígenas e 68 fora. Do total de 238 pessoas, a maior parte vivia na região sudeste e apenas uma pessoa foi encontrada residindo na região centro-oeste.
Devido ao reduzido número de pessoas falando esta língua, o Atlas das línguas do mundo em perigo publicado pela UNESCO em 2010 classificou ela em situação crítica de perigo, em termos de risco de extinção da língua krenak.
Em 2014, levantamento do levantamento do Sistema de Informação da Atenção à Saúde Indígena da Secretaria de Saúde Indígena (SIASI/SESAI) contabilizaram 434 pessoas.
Em 2020, foram identificados 494 crenques pelo SIASI/SESAI.

## Crenaques notáveis
- Ailton Krenak (1953) - Imortal da Academia Brasileira de Letras, líder indígena, escritor e poeta.